# NEXTREME
『NEXTREME』（ネクストリーム）は、2011年7月13日に発売された、Fear, and Loathing in Las Vegasの1枚目のミニアルバムである。彼らにとっては初の全国流通アルバムとなる。

## 概要
タイトルは「NEXT」が「次へ」を表し、「EXTREME」が「限界」を表すことから、「次の限界」という意味を本作に込めた、という事から「NEXTREME」と名付けられた。前作同様、Mashuが命名した。
本作の制作にあたり、Sxunは「プレッシャーという部分ではかなりありましたね。前作にすべて投げ込んだ後で全くの白紙の状態から作っていったんで、本当に間に合うのかとか、妥協はしたくないとか、前作よりハードルは上がっていたので、プレッシャーは非常に感じていました」と述べている。
また、彼らにとって、日本語詞が登場した最初の作品（「Chase the Light!」「Believe Yourself」）。Sxun曰く、前作を作り終え、本作を作り始める前の段階で日本語詞も取り入れるつもりだったので、自然に取り掛かっていた、しかしその上で、メロディ作りや詞の当て方に苦労したという。最終的には自然に耳に日本語が入っていくようなメロディになったと思うので、自分としては凄く満足した、との事。
2017年現在、彼らの作品としては最もチャートイン回数が多い。

## 評価
rockin'onにて、ライターの福島夏子は「あらゆる手法で時代・ジャンルを問わずに様々な音楽にリーチできてしまう今、新人バンドが多彩な音楽を咀嚼した根本的に「ミクスチャー」であることはもはや当たり前だけど、彼らはその究極形。エモ、スクリーモ、メタル、ダンスなどあらゆる要素が一気呵成に噴き上がり、デスヴォイスとオートチューンを取り入れた歌のツインヴォーカルが交差し、時に美メロが吹き荒れる。聴き手を掻き立てるポジティヴィティが全曲を貫いており、極彩色のエネルギーに満ちている」と本作を評した。
またタワーレコードオンラインにて、ライターの渡辺貴仁は「欲求の赴くままロックを遊び尽くすような姿勢は依然としてブレがない。美メロ＆絶叫がバウンシーな激音と交わる“Chase the Lights!”はまさにその真骨頂。そして、儚い歌メロと前向きな歌詞が感動的な“Believe yourself”は進化を見せたバンドの＜NEXTREAM＞だ」と本作を評した。
激ロックにてライターのMAY-Eは、「チャレンジ盛りだくさんのアルバムだが、彼らの持つ世界観は全く損なわれていない」と本作を評した。

## 収録曲
| #         | タイトル                                   | 作詞  | 作曲・編曲 | 時間 |
| --------- | ------------------------------------------ | ----- | ---------- | ---- |
| 1.        | 「Chase the Light!」                       |       |            | 3:34 |
| 2.        | 「Jump Around」                            |       |            | 3:24 |
| 3.        | 「The Answer for Unequal World」           |       |            | 3:52 |
| 4.        | 「Shake Your Body」                        |       |            | 3:45 |
| 5.        | 「Believe Yourself」                       |       |            | 3:39 |
| 6.        | 「interlude」                              |       |            | 2:27 |
| 7.        | 「Short but Seems Long, Time of Our Life」 |       |            | 4:27 |
| 合計時間: | 合計時間:                                  | 25:08 |            |      |

## 曲解説
1. Chase the Light!
MVが制作された。Tomonori曰く、カイジでの起用が決まってから制作した楽曲[3]。
Soも「サビの部分は“絡まる糸”から始まるんですけど、そういうところはカイジっぽくなればいいと思って作ってはいるんですけど、スパイス的な程度で収まってるかなとは思います[3]」と述べている。
2. Jump Around
MVが制作された。
Sxunは楽曲制作の経緯について、「前作が終わって、「Chase the Light!」の制作をやっている中で、この曲は僕が元受けというか、A、B、サビみたいな下りを作っていて、前作のレコーディング辺りから個人的に、次は自分のバックグラウンドっていうか、こういうテイストの曲をラスベガスのみんなにやってみて欲しかったので、とりあえずスタジオでこういうのがあるんだけどって言ったら、みんなが乗っかって来てくれたんで、そこからはみんなで勢いで作っていきましたね[3]」と述べている。また、邦楽メロディック・パンク系の影響が出せたとも語っている[7]。
3. The Answer for Unequal World
Tomonori曰く、「Sxunがリフだけ作ってきて、そこから僕が構成を広げてメロディを乗せたもの[7]」。
またSxun曰く、「前作になかったテイストのコアな部分というか、よりコアに強くベクトルを伸ばしたイメージというか、より重くなっているイメージで作っているんですけど……後半部分は踊れるといえば踊れるんですけど、フレーズ的にはヘヴィになっています[7]」とのこと。
4. Shake Your Body
MVが制作された。
「Burn the Disco Floor with Your “2-step”!!」、「Love at First Sight」に続くダンス系の楽曲[7]。Tomonori曰く、「僕とMinamiが音とか楽器隊の構成を大まかに作った後にSxunがメロディを乗せたもの[7]」である。Sxunは「この曲はMinamiのシャウトのパートもキャッチーというかダンサブルな感じのテイストを狙いつつ、Soのメロディは今まではシンプルでキャッチーなものが多かったのですが、今回はよりかっこ良さに意識をおきました[7]」と述べている。
5. Believe Yourself
So曰く、一番アルバムの中でチャレンジした楽曲[7]。歌詞についてSoは、「最初はみんなで、ほぼすべて日本語詞でいこうと決めて、それから歌詞を作ろうって時にメンバーのうち4人で日本語詞を書いて来ようってことになったんですが、全然だめで何回もボツにしましたね。最終的には僕が頑張って書いたものが採用されたんですけど……凄く苦労しましたね[7]」と述べている。
また、メロディについてSxunは、「元々のメロディというものがあったんですが、歌詞が決まった時に、歌詞の当たり方に重きを置いているというか、普段は自分の作ったメロディに戻すんですけど、Soが自然に出している歌いやすい方のメロディを今回は尊重して生かしました[7]」と述べている。
6. interlude
7. Short But Seems Long, Time of Our Life

## タイアップ
Chase the Light!
- 日本テレビ系アニメ『逆境無頼カイジ 破戒録篇』オープニングテーマ
- アーケードゲーム『REFLEC BEAT limelight』収録曲

Jump Around
- テレビゲーム『ワールドサッカー ウイニングイレブン 2012』テーマソング

Shake Your Body
- 日本テレビ系バラエティ番組『ぐるぐるナインティナイン』内企画「ゴチになります!13」挿入曲
- テレビ朝日系バラエティ番組『くりぃむクイズ ミラクル9』テーマ曲

## ツアー
ミニアルバム発売を記念して、同年9月後半から各地でツアーライブが行われた。
日付、場所は以下の通りである。
- 9月23日 神戸 KINGS CROSS
- 9月24日 松山 SALONKITY
- 9月25日 大分 T.O.P.S Bitts HALL
- 9月30日 岡山 CRAZY MAMA 2nd Room
- 10月1日 広島 NAMIKI JUNCTION
- 10月2日 島根 APOLLO
- 10月6日 長崎 Studio DO!
- 10月7日 小倉 LIVE SPOT WOW!
- 10月8日 心斎橋 CLUB DROP
- 10月14日 京都 MUSE
- 10月15日 滋賀 U-STONE
- 10月16日 福井 CHOP
- 10月21日 和歌山 OLD TIME
- 10月22日 奈良 NEVER LAND
- 10月23日 松坂 M'AXA
- 10月27日 新宿 ACB hall
- 10月28日 新潟 CLUB RIVERST
- 10月29日 富山 SOUL POWER
- 10月30日 金沢 vanvan V4
- 11月3日 名古屋 DIAMOND HALL
- 11月4日 甲府 NAO Studio KAZOO HALL
- 11月5日 静岡 Sunash
- 11月11日 八王子 Match Vox
- 11月12日 柏 PALOOZA
- 11月13日 横浜 F.A.D
- 11月18日 郡山 CLUB #9
- 11月19日 水戸 LIGHT HOUSE
- 11月20日 仙台 HooK
- 11月25日 札幌 KRAPS HALL
- 11月26日 函館 Bay city's Street
- 11月27日 旭川 CASINO DRIVE
- 12月2日 宇都宮 HEAVEN'S ROCK Utsunomiya VJ-2
- 12月3日 前橋 DYVER
- 12月4日 熊谷 HEAVEN'S ROCK Kumagaya VJ-1

## 演奏
- So : Vocal
- Minami : Vocal, Keyboard
- Sxun : Guitar
- Taiki : Guitar
- Mashu : Bass Guitar
- Tomonori : Drums